# تیم ملی فوتبال جزایر ویرجین بریتانیا
تیم ملی فوتبال جزایر ویرجین بریتانیا نمایندهٔ کشور جزایر ویرجین بریتانیا در مسابقات بین‌المللی است که زیر نظر فدراسیون فوتبال جزایر ویرجین بریتانیا فعالیت می‌کند.
اولین بازی رسمی این تیم در تاریخ ۱۰ مه ۱۹۹۱ میلادی در برابر تیم ملی فوتبال جزایر کیمن برگزار شده‌است.